# Programari de propietat
El programari de propietat, altrament conegut com a programari privatiu és qualsevol programari amb restriccions en l'ús o modificació privada, o amb restriccions en la còpia i publicació de versions, modificades o no modificades. Normalment, el seu codi font no està disponible, o bé n'està sota restriccions. L'oposat al programari de propietat és el programari lliure.
Encara que el codi font pugui fer-se públic, el programari pot ser de propietat si es mantenen les restriccions abans esmentades; aquest és el cas de la versió comercial de l'SSH o el programa de llicències shared source de Microsoft. La Free Software Foundation s'hi refereix com tot aquell programari que és no lliure o semilliure.

## Història
En els anys 1960 els laboratoris Bell van proporcionar el codi font del seu sistema operatiu UNIX, 4 i temps després va començar a existir el que es coneix com a programari de codi tancat. No obstant això cal destacar que, a l'inici de l'era de la informàtica, era comú que agrupacions científiques estiguessin disposades a cedir el seu codi a tercers sense un pagament pel mateix, ja que tampoc hi havia una política que ho reglamentés i a més era un benefici comú conèixer els desenvolupaments aliens a la recerca de l'estandardització.
Passat el temps, és el 1979 quan el govern dels Estats Units obliga IBM a distingir entre programari i maquinari que fins llavors no es distingien clarament, donant lloc als primers intents de tancar el codi dels programes. Encara en aquesta època, es trobava en revistes com Creative Computing i Byte fulles i fulles plenes de codi lliure.

## Terminologia
Si bé els diferents sinònims denoten principalment un mateix tipus de programari, cada terme pot emfatitzar un aspecte concret.
- Privatiu fa referència a les restriccions que implica sobre la llibertat de l'usuari.
- De propietat indica que una persona o empresa té drets exclusius en aquell programari per uns drets d'autor o patents, que permeten limitar legalment a unes terceres parts.[4]
- No lliure és una designació per al programari d'acord amb les Directrius de programari lliure de Debian, aquestes també basades en la definició de codi obert de l'Open Source Initiative.

## Defensa
Els defensors del programari privatiu acostumen a exposar els següents arguments:
- El programari privatiu, respecte al lliure, permet la simple retribució dels autors. La creació de programari és un procés costós i llarg, que amb el model lliure no permet rendibilitzar-ne la venda.[5]
- Garanteix millor la protecció de les innovacions. El programari lliure permet la distribució i còpia de la integritat del codi, sense que hi hagi temps d'obtenir un avantatge competitiu associat al nou mètode o algorisme que s'hi implementa. Per a descobrir-ho, amb el programari privatiu és necessari un temps d'estudi i d'enginyeria inversa, que pot ser llarg i complex.
- El codi font no és accessible, per tant, les vulnerabilitats de seguretat són menys fàcils de trobar per als pirates informàtics[cal citació].

| Llicències de programari | Llicències de programari                            | Llicències de programari                                             | Llicències de programari                                                    | Llicències de programari            | Llicències de programari | Llicències de programari      |
| Drets cedits             | Domini públic                                       | FOSS no protectiu Permissiu (Codi obert)                             | FOSS protectiu Copyleft (Programari lliure)                                 | Freeware Shareware Freemium         | De propietat             | Secret comercial              |
| ------------------------ | --------------------------------------------------- | -------------------------------------------------------------------- | --------------------------------------------------------------------------- | ----------------------------------- | ------------------------ | ----------------------------- |
| Drets d'autor            | No                                                  | Sí                                                                   | Sí                                                                          | Sí                                  | Sí                       | Sí                            |
| Dret d'ús                | Sí                                                  | Sí                                                                   | Sí                                                                          | Sí                                  | Sí                       | No                            |
| Dret de Visualització    | Sí                                                  | Sí                                                                   | Sí                                                                          | Sí                                  | Sí                       | SÍ                            |
| Dret de còpia            | Sí                                                  | Sí                                                                   | Sí                                                                          | Sovint                              | No                       | No                            |
| Dret a modificar         | Sí                                                  | Sí                                                                   | Sí                                                                          | No                                  | No                       | No                            |
| Dret a distribuir        | Sí                                                  | Sí, sota la mateixa llicència                                        | Sí, sota la mateixa llicència                                               | Sovint                              | No                       | No                            |
| Dret a subllicenciar     | Sí                                                  | Sí                                                                   | No                                                                          | No                                  | No                       | No                            |
| Filosofia                | A disposició del públic. Exonerat de drets d'autor. | Similar i posterior al copyleft. Mínimes restriccions per a l'usuari | Accés al codi i més. Metodologia en el desenvolupament i entrega al públic. | Propòsits publicitaris o comercials | Propòsits comercials     | Diferents motius              |
| Exemples                 | SQLite, ImageJ                                      | Apache web server, ToyBox                                            | Linux kernel, GIMP                                                          | Irfanview, Winamp                   | Windows, Half-Life 2     | Server-side World of Warcraft |
| Drets d'autor            |                                                     |                                                                      |                                                                             |                                     |                          |                               |